# Vicenza Calcio 2015-2016
Questa voce raccoglie le informazioni riguardanti il Vicenza Calcio nelle competizioni ufficiali della stagione 2015-2016.

## Stagione

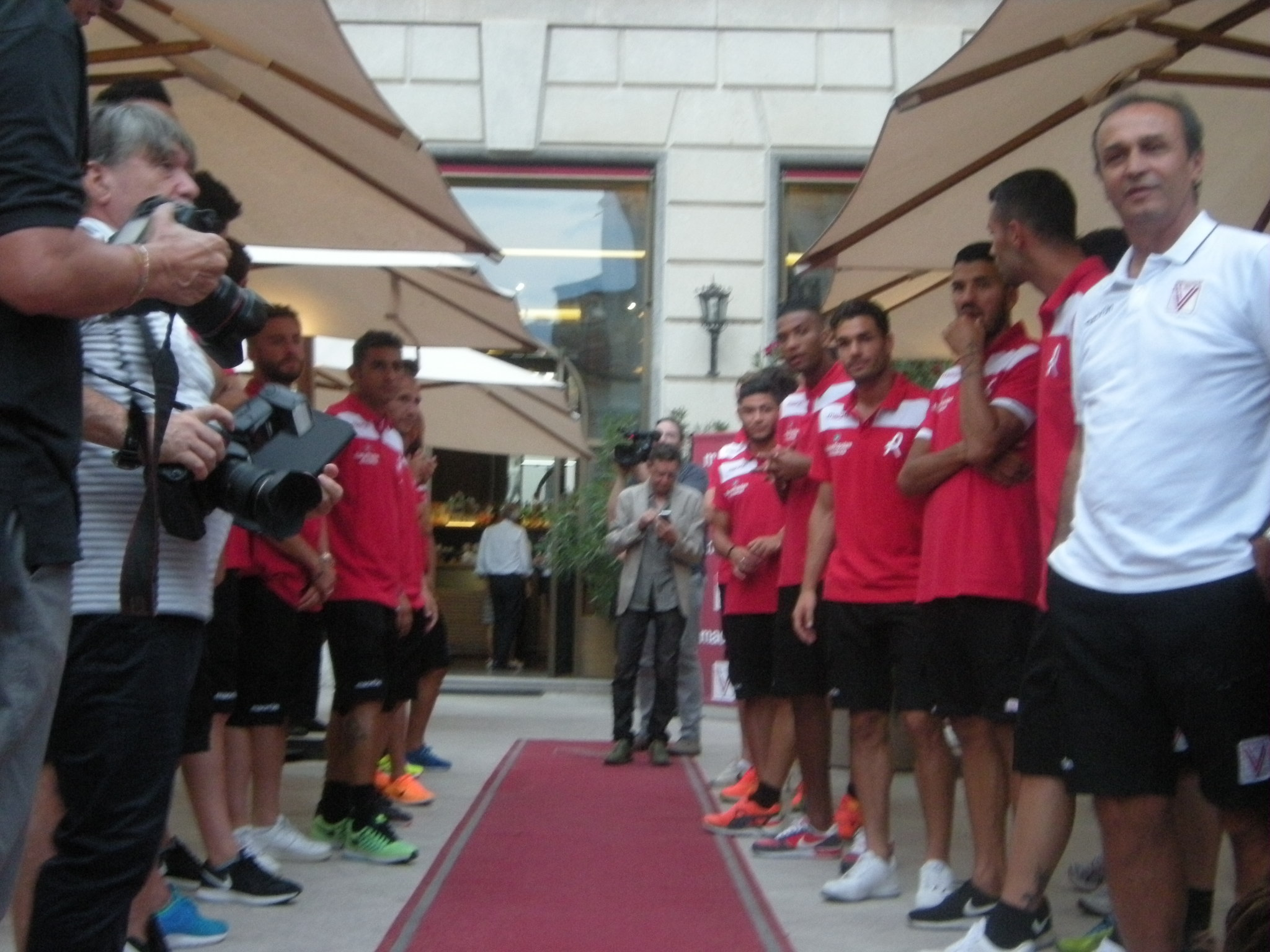
La presentazione ufficiale della squadra in Piazza dei Signori il 2 settembre 2015

Dopo la sfiorata Serie A e il complicato rinnovo contrattuale con il tecnico Pasquale Marino (inizialmente sul punto di lasciare Vicenza per Catania ma poi convintosi a rimanere anche a causa del coinvolgimento della società etnea nell'inchiesta per frode sportiva "I treni del gol"), il Vicenza Calcio inizia la stagione con il ritiro estivo a San Vito di Cadore (BL), dal 12 al 25 luglio 2015.

Nel comune bellunese la squadra disputa 3 amichevoli: contro la Lazio (vinta 1-0), contro il Verona Stars (vinta 6-2) e contro la Spal (persa 0-2).

Terminato il ritiro la squadra affronta la squadra di massima serie greca del Kallonis al Memorial Alfonso Santagiuliana vincendo per 1-0, disputa poi un'amichevole contro il Latina, perdendo 3-1 e una contro il Chievo, partita vinta 2-1. 

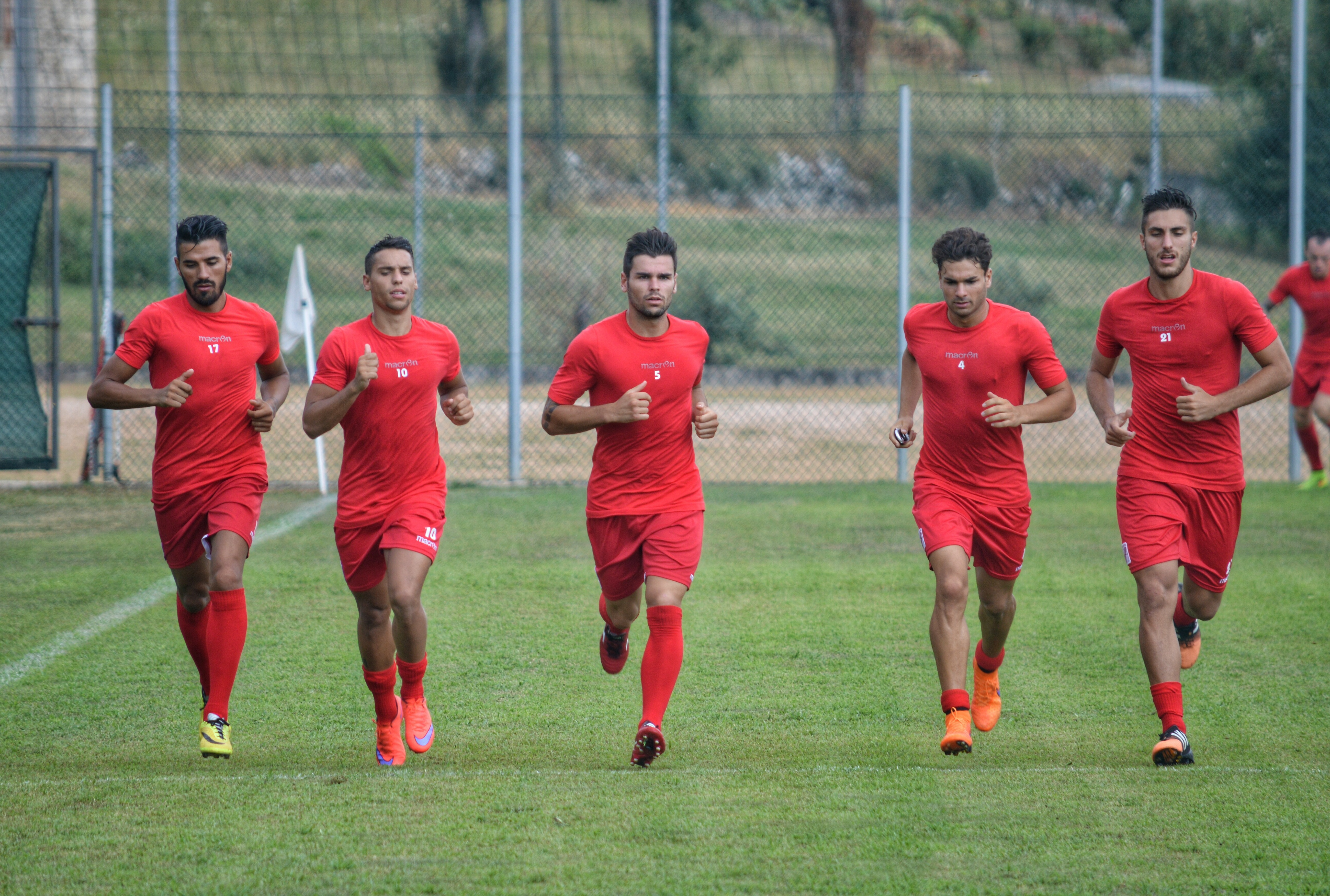
D'Elia, Vita, Brighenti, Cinelli e Sampirisi in riscaldamento nel centro tecnico Morosini

La stagione ufficiale parte il 9 agosto con la gara in Coppa Italia contro il Cosenza, vinta ai calci di rigore per 5-3; il percorso in coppa continua il 15 agosto battendo al Castellani l'Empoli per 1-0.
Segue un'amichevole contro il Cittadella finita 2-2, e una contro l'ArzignanoChiampo finita 0-0.
Alla fine del calciomercato estivo, la formazione titolare della precedente stagione risulta mantenuta per 8/11, con i ritorni dai prestiti di Moretti e Di Gennaro e la cessione all'ultima giornata di mercato di Andrea Cocco, che ha portato Marino al punto di dimettersi, cosa poi non avvenuta. Il Vicenza dopo 16 anni vince la prima di campionato in trasferta.
La prima parte del girone di andata vede il Vicenza ottenere risultati positivi in trasferta mentre qualche difficoltà in più la trova in casa (dove colleziona diversi pareggi); tutto sommato però la squadra convince. Alla terza giornata il difensore Nicolò Brighenti subisce la lacerazione del pancreas e viene ricoverato in prognosi riservata al San Bortolo di Vicenza: l'infortunio lo porterà a saltare tutto il girone di andata.
Dalla dodicesima giornata in poi si nota un'involuzione della squadra fatta solo di pareggi e sconfitte, che culmina con il pesante 4 a 1 contro la Virtus Entella del 19 dicembre (terzo risultato negativo di fila) e che fa cadere la squadra al quint'ultimo posto. Le ultime due giornate del girone portano il pareggio casalingo in rimonta contro il Latina e il rinvio della partita in trasferta contro il Perugia a causa della nebbia.
Il calciomercato invernale come principali avvenimenti ha visto il ritorno in biancorosso di Federico Moretti e l'acquisto dell'attaccante nigeriano Osarimen Ebagua mentre in uscita figurano il centrocampista e capitano Antonio Cinelli e gran parte degli acquisti fatti nel mercato estivo (attraverso rescissioni contrattuali causate da prestazioni sotto le aspettative).
Gli ultimi due giorni di mercato sono contraddistinti da un pressing da parte di diverse squadre (Juventus, Carpi e soprattutto Napoli) per l'acquisto di Filip Raičević, operazione che la società biancorossa stoppa sul filo di lana. Il nuovo infortunio di Thomas Manfredini (durante la partita contro il Como del 30 gennaio) costringe la dirigenza a cercare in extremis un difensore trovato in Alessandro Ligi.
Il 14 marzo la società decide di esonerare il tecnico Marino a seguito della sconfitta in casa contro il Trapani e del terz'ultimo posto in classifica. Viene inoltre sollevato dall'incarico il direttore sportivo Paolo Cristallini che, dopo aver giocato nel Vicenza fino al 2006, aveva assunto prima il ruolo di direttore della Prima Squadra e poi quello di D.S. dal 2008.

A guidare la squadra berica nell'obiettivo salvezza viene chiamato Franco Lerda mentre, il 22 marzo. il ruolo di nuovo Direttore Sportivo viene affidato ad Antonio Tesoro (già Amministratore Delegato e D.S. del Lecce).
Il cambio in panchina dà alla squadra la giusta scossa consentendo ai biancorossi (dati quasi per spacciati e con serio rischio di fallimento societario in caso di retrocessione) di raggiungere la matematica salvezza con una giornata di anticipo.
A campionato concluso avviene il ventilato cambio societario che, dopo 12 anni, passa dalla società guidata da Sergio Cassingena e soci a quella guidata da Alfredo Pastorelli, Marco Franchetto e soci.

## Divise e sponsor
Le divise della stagione sono state presentate il 2 settembre in Piazza dei Signori.
Gli sponsor di questa stagione restano confermati dalla precedente: lo sponsor tecnico è ancora Macron, lo sponsor ufficiale è Banca Popolare di Vicenza. Da novembre viene aggiunta sui pantaloncini la sponsorizzazione di GSC Group mentre da dicembre Estel compare sul retro maglia.
| Casa | Trasferta | Terza maglia | Portiere |

## Organigramma societario
Area direttiva
- Presidente: Gian Luigi Polato
- Vicepresidente: Antonio Mandato
- Presidente onorario: Vittoria Franchetto
- Amministratore delegato: Dario Cassingena
- Consigliere: Leonardo Adamo
- Direttore generale: Andrea Gazzoli
- Segretario di direzione: Debora Brusaporco
- Segretario sportivo: Andrea De Poli
- Addetto agli arbitri: Andrea Prandoni

Area tecnica
- Allenatore:  Pasquale Marino, poi Franco Lerda
- Allenatore in 2ª: Massimo Mezzini, poi Giacomo Chini
- Preparatori atletici: Mauro Franzetti, poi Marco Bresciani e Francesco Bulletti
- Preparatore dei portieri: Catello Senatore, poi Silvio Guariso
- Allenatore Primavera: Daniele Fortunato

Area sanitaria
- Recupero infortunati: Davide Ranzato
- Responsabile medico: Giovanni Ragazzi
- Infermiere professionale: Massimo Toniolo
- Fisioterapista: Daniele Petroni
- Massaggiatore sportivo: Marco Carta
- Medico sociale: Nicola Bizzotto
- Consulente radiologo: Enrico Talenti

Altro
- Team manager: Enzo Ometto
- Responsabile magazzino: Valerio Frighetto
- Magazziniere: Andrea Rizzotto

## Rosa
Rosa, numerazione e ruoli, tratti dal sito web ufficiale della Lega Nazionale Professionisti Serie B (LNPB), sono aggiornati al 30 marzo 2016
| N. |                           | Ruolo | Calciatore                  |
| -- | ------------------------- | ----- | --------------------------- |
| 1  | Romania (bandiera)        | P     | Richard Marcone             |
| 1  | Italia (bandiera)         | P     | Francesco Benussi           |
| 2  | Tunisia (bandiera)        | D     | Oualid El Hasni             |
| 4  | Italia (bandiera)         | C     | Michele Pazienza            |
| 4  | Italia (bandiera)         | C     | Francesco Signori           |
| 5  | Italia (bandiera)         | D     | Thomas Manfredini           |
| 6  | Italia (bandiera)         | D     | Salvatore D'Elia            |
| 7  | Italia (bandiera)         | D     | Nicolò Brighenti (capitano) |
| 8  | Italia (bandiera)         | C     | Antonio Cinelli             |
| 8  | Italia (bandiera)         | C     | Nicola Bellomo              |
| 9  | Italia (bandiera)         | A     | Nicola Pozzi                |
| 10 | Italia (bandiera)         | A     | Stefano Giacomelli          |
| 11 | Italia (bandiera)         | C     | Giovanni Sbrissa            |
| 12 | Italia (bandiera)         | P     | Ivan Pelizzoli              |
| 13 | Montenegro (bandiera)     | A     | Filip Raičević              |
| 14 | Italia (bandiera)         | C     | Marco Pinato                |
| 15 | Italia (bandiera)         | D     | Luigi Rizzo                 |
| 16 | Italia (bandiera)         | C     | Alessio Vita                |
| 17 | Italia (bandiera)         | C     | Francesco Urso              |
| 18 | Costa d'Avorio (bandiera) | C     | Mohamed Be Coulibaly        |
| 19 | Italia (bandiera)         | A     | Cristian Galano             |
| 20 | Italia (bandiera)         | A     | Stefano Pettinari           |
| 20 | Nigeria (bandiera)        | A     | Osarimen Ebagua             |

| N. |                                 | Ruolo | Calciatore                      |
| -- | ------------------------------- | ----- | ------------------------------- |
| 21 | Italia (bandiera)               | D     | Andrea Mantovani                |
| 21 | Italia (bandiera)               | D     | Alessandro Ligi                 |
| 22 | Italia (bandiera)               | P     | Mauro Vigorito                  |
| 23 | Italia (bandiera)               | D     | Matteo Gentili                  |
| 23 | Italia (bandiera)               | C     | Federico Moretti                |
| 24 | Italia (bandiera)               | C     | Roberto Gagliardini             |
| 24 | Italia (bandiera)               | C     | Juri Cisotti                    |
| 26 | Italia (bandiera)               | D     | Davide Bianchi                  |
| 27 | Italia (bandiera)               | D     | Lorenzo Laverone                |
| 28 | Italia (bandiera)               | A     | Leonardo Gatto                  |
| 29 | Bosnia ed Erzegovina (bandiera) | C     | Andrej Modić                    |
| 30 | Italia (bandiera)               | A     | Mattia Cecconello               |
| 31 | Italia (bandiera)               | D     | Mario Sampirisi (vice capitano) |
| 32 | Polonia (bandiera)              | C     | Mateusz Góra                    |
| 33 | Italia (bandiera)               | P     | Alex Dall'Amico                 |
| 34 | Italia (bandiera)               | C     | Davide Massaro                  |
| 35 | Italia (bandiera)               | C     | Gioele Donadello                |
| 36 | Italia (bandiera)               | D     | Leandro Rinaudo                 |
| 36 | Italia (bandiera)               | C     | Riccardo Paganin                |
| 37 | Nigeria (bandiera)              | D     | Daniel Adejo                    |
| 38 | Italia (bandiera)               | C     | Alberto Crestani                |
| 39 | Italia (bandiera)               | D     | Luca Dal Dosso                  |
| 40 | Italia (bandiera)               | D     | Alessio Bertaso                 |

## Calciomercato

### Mercato estivo(dal 1º luglio al 31 agosto 2015)
| Acquisti         | Acquisti              | Acquisti | Acquisti                                          |
| R.               | Nome                  | da       | Modalità                                          |
| ---------------- | --------------------- | -------- | ------------------------------------------------- |
| C                | Mario Piccinocchi     |          | sottoscrizione contratto                          |
| D                | Kevin Magri           | Chievo   | titolo definitivo                                 |
| D                | Thomas Manfredini     | Sassuolo | titolo definitivo                                 |
| C                | Giovanni Sbrissa      | Sassuolo | prestito                                          |
| C                | Marco Pinato          | Milan    | titolo definitivo                                 |
| A                | Leonardo Gatto        | Atalanta | prestito con diritto di riscatto e controriscatto |
| D                | Mario Sampirisi       | Genoa    | prestito con obbligo di riscatto                  |
| C                | Michele Pazienza      |          | sottoscrizione contratto                          |
| P                | Richard Marcone       | Trapani  | prestito con diritto di riscatto e controriscatto |
| A                | Filip Raičević        | Lucchese | titolo definitivo                                 |
| A                | Stefano Pettinari     | Roma     | prestito con diritto di riscatto e controriscatto |
| D                | Andrea Mantovani      |          | sottoscrizione contratto                          |
| C                | Roberto Gagliardini   | Atalanta | prestito con diritto di riscatto e controriscatto |
| C                | Andrej Modić          | Milan    | prestito con diritto di riscatto e controriscatto |
| A                | Cristian Galano       | Bari     | prestito con obbligo di riscatto                  |
| A                | Nicola Pozzi          |          | sottoscrizione contratto                          |
| D                | Leandro Rinaudo       | Entella  | titolo definitivo                                 |
| Altre operazioni |                       |          |                                                   |
| R.               | Nome                  | da       | Modalità                                          |
| C                | Francesco Urso        | Prato    | fine prestito                                     |
| A                | Srđan Spiridonović    | Messina  | fine prestito                                     |
| A                | Niko Bianconi         | Savona   | fine prestito                                     |
| D                | Oualid El Hasni       | Monza    | fine prestito                                     |
| A                | Davide D'Appollonia   | Savoia   | fine prestito                                     |
| A                | Milos Malivojevic     | Savoia   | fine prestito                                     |
| C                | Niccolò Corticchia    | Como     | fine prestito                                     |
| A                | Piergiuseppe Maritato | Como     | fine prestito                                     |
| C                | Francesco Orlando     | Chieti   | fine prestito                                     |

| Cessioni         | Cessioni                 | Cessioni   | Cessioni                          |
| R.               | Nome                     | a          | Modalità                          |
| ---------------- | ------------------------ | ---------- | --------------------------------- |
| C                | Mario Piccinocchi        | Lugano     | prestito                          |
| C                | Francesco Orlando        | Maceratese | titolo definitivo                 |
| A                | Damir Bartulovic         | Chievo     | titolo definitivo                 |
| C                | Giovanni Sbrissa         | Sassuolo   | titolo definitivo                 |
| A                | Piergiuseppe Maritato    | Südtirol   | prestito                          |
| A                | Niko Bianconi            | Lucchese   | prestito                          |
| A                | Srđan Spiridonović       |            | risoluzione contratto             |
| D                | Alessandro Camisa        | Lecce      | titolo definitivo                 |
| D                | Davide D'Appolonia       |            | risoluzione contratto             |
| C                | Kevin Magri              | Paganese   | prestito                          |
| A                | Andrea Cocco             | Pescara    | titolo definitivo (0,8 milioni €) |
| C                | Niccolò Corticchia       | Savona     | prestito                          |
| Altre operazioni |                          |            |                                   |
| R.               | Nome                     | a          | Modalità                          |
| D                | Pol García               | Juventus   | fine prestito                     |
| C                | Davide Di Gennaro        | Palermo    | fine prestito                     |
| C                | Antonino Ragusa          | Genoa      | fine prestito                     |
| P                | Federico Serraiocco      | Brescia    | fine prestito                     |
| C                | Federico Moretti         | Catania    | fine prestito                     |
| C                | Moro Alhassan            | Genoa      | fine prestito                     |
| C                | Andrea Mancini           | Pescara    | fine prestito                     |
| A                | Andrea Petagna           | Milan      | fine prestito                     |
| C                | Leonardo Spinazzola      | Juventus   | fine prestito                     |
| P                | Nicolás Bremec           |            | svincolato                        |
| P                | Paolo Truant             |            | svincolato                        |
| P                | Andrea Cappa             |            | svincolato                        |
| D                | Jesse Edge               |            | svincolato                        |
| C                | Jefferson Alves Oliveira |            | svincolato                        |
| C                | Mattia Sandrini          |            | svincolato                        |
| C                | Fabio Sciacca            |            | svincolato                        |

### Mercato invernale(dal 4 gennaio al 1º febbraio 2016)
| Acquisti         | Acquisti              | Acquisti         | Acquisti                                          |
| R.               | Nome                  | da               | Modalità                                          |
| ---------------- | --------------------- | ---------------- | ------------------------------------------------- |
| C                | Federico Moretti      | Latina           | prestito con diritto di riscatto                  |
| A                | Osarimen Ebagua       | Como             | titolo definitivo                                 |
| P                | Alex Dall'Amico       | ArzignanoChiampo | titolo definitivo                                 |
| C                | Nicola Bellomo        | Chievo           | prestito biennale con diritto di riscatto         |
| P                | Francesco Benussi     | Carpi            | titolo definitivo                                 |
| C                | Francesco Signori     | Novara           | titolo definitivo                                 |
| D                | Alessandro Ligi       | Bari             | prestito con diritto di riscatto e controriscatto |
| C                | Juri Cisotti          | Spezia           | prestito con diritto di riscatto                  |
| Altre operazioni |                       |                  |                                                   |
| R.               | Nome                  | da               | Modalità                                          |
| A                | Piergiuseppe Maritato | Südtirol         | fine prestito                                     |
| C                | Niccolò Corticchia    | Savona           | fine prestito                                     |

| Cessioni         | Cessioni              | Cessioni | Cessioni                 |
| R.               | Nome                  | a        | Modalità                 |
| ---------------- | --------------------- | -------- | ------------------------ |
| A                | Stefano Pettinari     | Roma     | risoluzione del prestito |
| C                | Antonio Cinelli       | Cagliari | titolo definitivo        |
| A                | Piergiuseppe Maritato | Lucchese | prestito                 |
| D                | Leandro Rinaudo       |          | risoluzione contrattuale |
| C                | Roberto Gagliardini   | Atalanta | risoluzione del prestito |
| D                | Andrea Mantovani      | Novara   | titolo definitivo        |
| A                | Leonardo Gatto        | Atalanta | risoluzione del prestito |
| C                | Niccolò Corticchia    | Paganese | prestito                 |
| c                | Michele Pazienza      |          | risoluzione contrattuale |
| Altre operazioni |                       |          |                          |
| R.               | Nome                  | a        | Modalità                 |
| P                | Richard Marcone       | Trapani  | fine prestito            |

### Operazioni esterne alle sessioni
| Acquisti | Acquisti       | Acquisti   |
| R.       | Nome           | Note       |
| -------- | -------------- | ---------- |
| D        | Daniel Adejo   | definitivo |
| P        | Ivan Pelizzoli | definitivo |

| Cessioni | Cessioni       | Cessioni                             |
| R.       | Nome           | Note                                 |
| -------- | -------------- | ------------------------------------ |
| C        | Matteo Gentili | Rescissione contrattuale consensuale |

## Risultati

### Serie B

#### Girone di andata
| Arbitro: | Pasqua (Tivoli) |

|  |           |                       |
|  | Marcatori | 62’ (rig.) Giacomelli |

| Vicenza 12 settembre 2015, ore 15:00 CEST 2ª giornata | Vicenza          | 0 – 0 referto | Bari | Stadio Romeo Menti (7.747 spett.)\| Arbitro: \| Abisso (Palermo) \| |
| Arbitro:                                              | Abisso (Palermo) |               |      |                                                                     |

| Arbitro: | Ripa (Nocera Inferiore) |

|                                       |           |                                 |
| Raičević 8’ Galano 24’ Giacomelli 82’ | Marcatori | 1’ Sbaffo 14’ Gerardi 85’ Bessa |

| Lanciano 22 settembre 2015, ore 20:30 CEST 4ª giornata | Virtus Lanciano | 0 – 0 referto | Vicenza | Stadio Guido Biondi (2.665 spett.)\| Arbitro: \| Ros (Pordenone) \| |
| Arbitro:                                               | Ros (Pordenone) |               |         |                                                                     |

| Arbitro: | Pezzuto (Lecce) |

|                                 |           |                           |
| Raičević 49’ Gatto 90+5’ (rig.) | Marcatori | 65’ Lapadula 80’ Memushaj |

| Arbitro: | Saia (Palermo) |

|            |           |                                                         |
| Trotta 25’ | Marcatori | 17’ (rig.) Gatto 33’ Galano 45’ Raičević 54’ Giacomelli |

| Vicenza 10 ottobre 2015, ore 15:00 CEST 7ª giornata | Vicenza             | 0 – 0 referto | Crotone | Stadio Romeo Menti (8.006 spett.)\| Arbitro: \| Di Paolo (Avezzano) \| |
| Arbitro:                                            | Di Paolo (Avezzano) |               |         |                                                                        |

| Arbitro: | Ghersini (Genova) |

|                               |           |              |
| E. Marchi 26’ Urso 43’ (aut.) | Marcatori | 66’ Raičević |

| Arbitro: | Aureliano (Bologna) |

|  |           |                       |
|  | Marcatori | 13’ González 52’ Poli |

| Arbitro: | Pairetto (Nichelino) |

|             |           |                                |
| De Vita 85’ | Marcatori | 20’ Giacomelli 23’ Gagliardini |

| Arbitro: | Nasca (Bari) |

|                               |           |  |
| Ceppitelli 25’ Di Gennaro 89’ | Marcatori |  |

| Arbitro: | Martinelli (Roma) |

|                                         |           |  |
| Cinelli 7’ Raičević 17’ Vita 43’ (rig.) | Marcatori |  |

| Arbitro: | Maresca (Napoli) |

|                             |           |                         |
| Cazzola 54’ Vantaggiato 73’ | Marcatori | 56’ Raičević 65’ D'Elia |

| Arbitro: | Sacchi (Macerata) |

|            |           |             |
| Galano 41’ | Marcatori | 28’ Caldara |

| Arbitro: | Aureliano (Bologna) |

|                           |           |  |
| Ceravolo 25’ Falletti 51’ | Marcatori |  |

| Vicenza 6 dicembre 2015, ore 15.00 CET 16ª giornata | Vicenza        | 0 – 0 referto | Salernitana | Stadio Romeo Menti (7.443 spett.)\| Arbitro: \| Saia (Palermo) \| |
| Arbitro:                                            | Saia (Palermo) |               |             |                                                                   |

| Arbitro: | Nasca (Bari) |

|               |           |  |
| Ciurria 45+3’ | Marcatori |  |

| Arbitro: | Serra (Torino) |

|              |           |                         |
| Raičević 46’ | Marcatori | 20’ 29’ And. Caracciolo |

| Arbitro: | Di Paolo (Avezzano) |

|                                                     |           |                   |
| Costa Ferreira 9’ Caputo 54’ (rig.) 58’ Masucci 82’ | Marcatori | 12’ (rig.) Galano |

| Arbitro: | Pezzuto (Lecce) |

|            |           |                   |
| Galano 53’ | Marcatori | 36’ Schiattarella |

| Arbitro: | Martinelli (Roma) |

|  |           |                |
|  | Marcatori | 86’ Giacomelli |

#### Girone di ritorno
| Arbitro: | Baracani (Firenze) |

|                    |           |             |
| Raičević 75’ 90+1’ | Marcatori | 45+1’ Luppi |

| Arbitro: | Minelli (Varese) |

|                           |           |              |
| Di Cesare 45’ Maniero 59’ | Marcatori | 69’ Raičević |

| Arbitro: | Candussio (Cervignano del Friuli) |

|          |           |             |
| Ganz 82’ | Marcatori | 53’ Sbrissa |

| Arbitro: | Rapuano (Rimini) |

|  |           |                                 |
|  | Marcatori | 52’ Di Francesco 63’ N. Ferrari |

| Arbitro: | La Penna (Roma) |

|                |           |             |
| Lapadula 90+3’ | Marcatori | 73’ Signori |

| Vicenza 20 febbraio 2016, ore 15.00 CET 27ª giornata | Vicenza             | 0 – 0 referto | Avellino | Stadio Romeo Menti (7.493 spett.)\| Arbitro: \| Aureliano (Bologna) \| |
| Arbitro:                                             | Aureliano (Bologna) |               |          |                                                                        |

| Arbitro: | Sacchi (Macerata) |

|                                   |           |  |
| F. Ricci 39’ Budimir 90+5’ (rig.) | Marcatori |  |

| Arbitro: | Minelli (Varese) |

|            |           |             |
| Ebagua 16’ | Marcatori | 34’ Beretta |

| Arbitro: | Rapuano (Rimini) |

|                                                  |           |  |
| Corazza 51’ Evacuo 86’ Faragò 88’ N. Viola 90+3’ | Marcatori |  |

| Arbitro: | Ghersini (Genova) |

|                  |           |                        |
| N. Brighenti 17’ | Marcatori | 36’ Citro 43’ Coronado |

| Arbitro: | Pinzani (Empoli) |

|  |           |                              |
|  | Marcatori | 68’ Cinelli 90+3’ Melchiorri |

| Arbitro: | Nasca (Bari) |

|               |           |               |
| Milanović 36’ | Marcatori | 2’ 22’ Ebagua |

| Arbitro: | La Penna (Roma) |

|                         |           |  |
| Galano 32’ Raičević 60’ | Marcatori |  |

| Arbitro: | Di Paolo (Avezzano) |

|             |           |            |
| Rosseti 52’ | Marcatori | 35’ Ebagua |

| Arbitro: | Minelli (Varese) |

|                     |           |                |
| Ebagua 15’ Vita 50’ | Marcatori | 90+3’ Avenatti |

| Salerno 19 aprile 2016, ore 20:30 CEST 37ª giornata | Salernitana            | 0 – 0 referto | Vicenza | Stadio Arechi (14.051 spett.)\| Arbitro: \| Manganiello (Pinerolo) \| |
| Arbitro:                                            | Manganiello (Pinerolo) |               |         |                                                                       |

| Arbitro: | Nasca (Bari) |

|  |           |                                       |
|  | Marcatori | 10’ Errasti 36’ Čanađija 72’ Acampora |

| Arbitro: | Pairetto (Nichelino) |

|  |           |                     |
|  | Marcatori | 90+1’ (rig.) Galano |

| Arbitro: | La Penna (Roma) |

|                           |           |             |
| D'Elia 57’ Giacomelli 71’ | Marcatori | 15’ Troiano |

| Arbitro: | Abbattista (Molfetta) |

|                               |           |             |
| Paponi 25’ Olivera 53’ (rig.) | Marcatori | 56’ Signori |

| Vicenza 20 maggio 2016, ore 20:30 CEST 42ª giornata | Vicenza                 | 0 – 0 referto | Perugia | Stadio Romeo Menti (11.104 spett.)\| Arbitro: \| Ripa (Nocera Inferiore) \| |
| Arbitro:                                            | Ripa (Nocera Inferiore) |               |         |                                                                             |

### Coppa Italia
| Arbitro: | Ros (Pordenone) |

|                                |                      |                                     |
| Giacomelli 105’ (rig.)         | Marcatori            | 92’ Arrighini                       |
| Giacomelli Vita Urso Mantovani | Tiri di rigore 4 – 2 | Arrighini Caccetta Arrigoni Ciancio |

| Arbitro: | Cervellera (Taranto) |

|  |           |           |
|  | Marcatori | 52’ Gatto |

| Arbitro: | Manganiello (Pinerolo) |

|                                |           |           |
| Matos 47’ Borriello 61’ (rig.) | Marcatori | 75’ Gatto |

## Statistiche
Statistiche aggiornate al 20 maggio 2016.

### Statistiche di squadra
| Competizione | Punti        | In casa | In casa | In casa | In casa | In casa | In casa | In trasferta | In trasferta | In trasferta | In trasferta | In trasferta | In trasferta | Totale | Totale | Totale | Totale | Totale | Totale | DR  |
| Competizione | Punti        | G       | V       | N       | P       | Gf      | Gs      | G            | V            | N            | P            | Gf           | Gs           | G      | V      | N      | P      | Gf     | Gs     | DR  |
| ------------ | ------------ | ------- | ------- | ------- | ------- | ------- | ------- | ------------ | ------------ | ------------ | ------------ | ------------ | ------------ | ------ | ------ | ------ | ------ | ------ | ------ | --- |
| Serie B      | 49           | 21      | 5       | 10      | 6       | 21      | 24      | 21           | 6            | 6            | 9            | 20           | 29           | 42     | 11     | 16     | 15     | 41     | 53     | -12 |
| Coppa Italia | Quarto turno | 1       | 0       | 1       | 0       | 1       | 1       | 2            | 1            | 0            | 1            | 2            | 2            | 3      | 1      | 1      | 1      | 3      | 3      | 0   |
| Totale       | 49           | 22      | 5       | 11      | 6       | 22      | 25      | 23           | 7            | 6            | 10           | 22           | 31           | 44     | 12     | 17     | 16     | 44     | 56     | -12 |

### Andamento in campionato
| Giornata  | 1 | 2 | 3 | 4 | 5 | 6 | 7 | 8  | 9  | 10 | 11 | 12 | 13 | 14 | 15 | 16 | 17 | 18 | 19 | 20 | 21 | 22 | 23 | 24 | 25 | 26 | 27 | 28 | 29 | 30 | 31 | 32 | 33 | 34 | 35 | 36 | 37 | 38 | 39 | 40 | 41 | 42 |
| --------- | - | - | - | - | - | - | - | -- | -- | -- | -- | -- | -- | -- | -- | -- | -- | -- | -- | -- | -- | -- | -- | -- | -- | -- | -- | -- | -- | -- | -- | -- | -- | -- | -- | -- | -- | -- | -- | -- | -- | -- |
| Luogo     | T | C | C | T | C | T | C | T  | C  | T  | T  | C  | T  | C  | T  | C  | T  | C  | T  | C  | T  | C  | T  | T  | C  | T  | C  | T  | C  | T  | C  | C  | T  | C  | T  | C  | T  | C  | T  | C  | T  | C  |
| Risultato | V | N | N | N | N | V | N | P  | P  | V  | P  | V  | N  | N  | P  | N  | P  | P  | P  | N  | V  | V  | P  | N  | P  | N  | N  | P  | N  | P  | P  | P  | V  | V  | N  | V  | N  | P  | V  | V  | P  | N  |
| Posizione | 9 | 5 | 5 | 7 | 9 | 7 | 7 | 10 | 12 | 8  | 10 | 8  | 9  | 9  | 13 | 12 | 13 | 16 | 18 | 18 | 15 | 12 | 14 | 15 | 16 | 16 | 17 | 18 | 18 | 20 | 20 | 21 | 19 | 18 | 18 | 15 | 14 | 16 | 15 | 14 | 14 | 13 |

Fonte:  Serie B – Classifiche, su sport.sky.it, Sky Sport. URL consultato il 28 settembre 2015 (archiviato dall'url originale il 29 settembre 2015).
Legenda:

Luogo: C = Casa; T = Trasferta. Risultato: V = Vittoria; N = Pareggio; P = Sconfitta.

### Statistiche dei giocatori
In corsivo i giocatori trasferiti a stagione in corso.
| Giocatore      | Serie B  | Serie B | Serie B     | Serie B    | Coppa Italia | Coppa Italia | Coppa Italia | Coppa Italia | Totale   | Totale | Totale      | Totale     |
| Giocatore      | Presenze | Reti    | Ammonizioni | Espulsioni | Presenze     | Reti         | Ammonizioni  | Espulsioni   | Presenze | Reti   | Ammonizioni | Espulsioni |
| -------------- | -------- | ------- | ----------- | ---------- | ------------ | ------------ | ------------ | ------------ | -------- | ------ | ----------- | ---------- |
| N. Brighenti   | 20       | 1       | 3           | 1          | 2            | 0            | 0            | 0            | 22       | 1      | 3           | 1          |
| A. Camisa      | -        | -       | -           | -          | 1            | 0            | 0            | 0            | 1        | 0      | 0           | 0          |
| M. Cecconello  | -        | -       | -           | -          | 0            | 0            | 0            | 0            | 0        | 0      | 0           | 0          |
| A. Cinelli     | 21       | 1       | 3           | 0          | 1            | 0            | 0            | 0            | 22       | 1      | 3           | 0          |
| N. Corticchia  | -        | -       | -           | -          | 0            | 0            | 0            | 0            | 0        | 0      | 0           | 0          |
| S. D'Elia      | 36       | 2       | 6           | 0          | 3            | 0            | 0            | 0            | 39       | 2      | 6           | 0          |
| O. Ebagua      | 15       | 5       | -           | -          | -            | -            | -            | -            | 15       | 5      | -           | -          |
| O. El Hasni    | 10       | 0       | 1           | 0          | 0            | 0            | 0            | 0            | 10       | 0      | 1           | 0          |
| R. Gagliardini | 13       | 1       | 2           | 0          | 3            | 0            | 0            | 0            | 16       | 1      | 2           | 0          |
| C. Galano      | 18       | 5       | 2           | 0          | -            | -            | -            | -            | 18       | 5      | 2           | 0          |
| L. Gatto       | 20       | 2       | 2           | 0          | 3            | 2            | 1            | 0            | 23       | 4      | 3           | 0          |
| M. Gentili     | -        | -       | -           | -          | -            | -            | -            | -            | -        | -      | -           | -          |
| S. Giacomelli  | 18       | 4       | 7           | 0          | 3            | 1            | 1            | 0            | 21       | 5      | 8           | 0          |
| M. Góra        | -        | -       | -           | -          | 0            | 0            | 0            | 0            | 0        | 0      | 0           | 0          |
| S. Kerezović   | -        | -       | -           | -          | 0            | 0            | 0            | 0            | 0        | 0      | 0           | 0          |
| L. Laverone    | 13       | 2       | 3           | 1          | -            | -            | -            | -            | 13       | 2      | 3           | 1          |
| T. Manfredini  | -        | -       | -           | -          | -            | -            | -            | -            | -        | -      | -           | -          |
| A. Mantovani   | 15       | 0       | 6           | 0          | 2            | 0            | 0            | 0            | 17       | 0      | 6           | 0          |
| R. Marcone     | 1        | 0       | 0           | 0          | 1            | -1           | 0            | 0            | 2        | -1     | 0           | 0          |
| A. Modić       | 11       | 0       | 1           | 0          | 0            | 0            | 0            | 0            | 11       | 0      | 1           | 0          |
| F. Moretti     | -        | -       | -           | -          | -            | -            | -            | -            | -        | -      | -           | -          |
| M. Pazienza    | 6        | 0       | 2           | 0          | 1            | 0            | 1            | 0            | 7        | 0      | 3           | 0          |
| S. Pettinari   | 11       | 0       | 1           | 0          | 0            | 0            | 0            | 0            | 11       | 0      | 1           | 0          |
| M. Pinato      | 2        | 0       | 1           | 0          | 1            | 0            | 0            | 0            | 3        | 0      | 1           | 0          |
| N. Pozzi       | 1        | 0       | 0           | 0          | -            | -            | -            | -            | 1        | 0      | 0           | 0          |
| F. Raičević    | 15       | 7       | 2           | 1          | 3            | 0            | 0            | 0            | 18       | 7      | 2           | 1          |
| L. Rinaudo     | 4        | 0       | 1           | 0          | -            | -            | -            | -            | 4        | 0      | 1           | 0          |
| A. Rizzotto    | -        | -       | -           | -          | -            | -            | -            | -            | -        | -      | -           | -          |
| M. Sampirisi   | 19       | 0       | 5           | 0          | 3            | 0            | 0            | 0            | 22       | 0      | 5           | 0          |
| G. Sbrissa     | 9        | 0       | 1           | 0          | 3            | 0            | 0            | 0            | 12       | 0      | 1           | 0          |
| F. Urso        | 18       | 0       | 4           | 0          | 3            | 0            | 1            | 0            | 21       | 0      | 5           | 0          |
| M. Vigorito    | 19       | -26     | 1           | 0          | 1            | 0            | 0            | 0            | 20       | -26    | 1           | 0          |
| A. Vita        | 9        | 1       | 1           | 0          | 3            | 0            | 0            | 0            | 12       | 1      | 1           | 0          |

## Giovanili

### Organigramma gestionale generale
Come riporta il sito ufficiale:
Responsabili
- Settore giovanile: Antonio Mandato
- Attività agonistica: Massimo Margiotta
- Attività di base: Alberto Ciarelli
- Scuola calcio: Stefano Pasini
- Osservatori: Piero Borella

Area dirigenziale
- Segreteria: Andrea De Poli
- Logistica: Enzo Manuzzato
- Tutoring: Andrea Meggiolan

### Piazzamenti
- Primavera:
  - Allenatore: Daniele Fortunato
  - Campionato:
- Allievi Nazionali:
  - Allenatore: Giovanni Barbugian
  - Campionato:
- Giovanissimi Nazionali:
  - Allenatore: Nicola Zanini
  - Campionato:
- Giovanissimi Sperimentali:
  - Allenatore: Mauro Caretta
  - Campionato: